# Фой, Карл
Карл Артур Филипп Генрих Фой (17 ноября 1856, Людвигслюст, Великое герцогство Мекленбург-Шверин — 25 марта 1907, Берлин, Германская империя) — немецкий филолог-эллинист и востоковед-тюрколог, поэт.

## Биография
Родился в семье портного. Рано заинтересовался новогреческим языком и культурой. Фой поступил в Лейпцигский университет, потому что в Лейпциге была большая греческая диаспора. Учился у филолога-классика Георга Курциуса. Защитил диссертацию по греческой диалектологии; расширенный и исправленный её вариант был опубликован в 1879 году и стал базовой работой в этой области.
После окончания университета Фой уехал в Стамбул и работал учителем для детей у крупного банкира и землевладельца Улисса Дзанниса Негропонте (1832—1914). В Стамбуле Фой выучил албанский и турецкий, он публиковал лингвистические статьи в местных грекоязычных журналах, посвящённые греческому и албанскому языку. Также он занимался турецкими и азербайджанскими диалектами. После того как семья Негропонте эмигрировала, Фой стал домашним учителем в греческой семьи в Салониках. После этого он жил некоторое время в Афинах, но затем вернулся в Германию.
В 1888 году Фой опубликовал сборник стихов. Одно из его стихотворений положено на музыку Альбертом Феликсом Амадеи (1851—1894).
В 1890 году был назначен преподавателем турецкого языка в Семинаре по восточным языкам при Берлинском университете имени Фридриха Вильгельма. По оценке Хельмута Новки, Фой был одним из самых важных тюркологов в истории Семинара.

## Деятельность
Первоначальная область интересов Фоя лежал в области эллинистики. Однако, после предпринятых им исследований тюркских заимствований в новогреческом языке, он вскоре занялся исключительно османско-турецким языком. Он стал крупным исследователем-тюркологом и опубликовал в «Вестнике Семинара по восточным языкам» ряд авторитетных работ, посвящённых турецкому вокализму и исторической грамматике османского языка. Также он занимался диалектологией и синтаксисом. Кроме того, Фой уделял большое внимание турецким текстам, написанных не арабским письмом, для изучения явлений старо- и среднеосманского вокализма — в частности, на примере текста священника XV века Мюльбахера, который записывал турецкий язык латинскими буквами.
Фой достиг крупных результатов в изучении азербайджанского языка. В течение нескольких десятилетий (до появления работ советских лингвистов) его азербайджанская грамматика, опубликованная в 1903—1904 годах, являлась образцовым описанием этого языка (эта работа была переиздана в 2011 году). Он занимался и другими тюркскими языками; в частности, он был первым немецким тюркологом, занявшимся изучением обнаруженных немецкими экспедициями написанных манихейским письмом турфанских фрагментов. Уже в 1904 году он опубликовал первую статью на эту тему, пользуясь результатами раскопок 1902—1903 годов.

## Книги
- Lautsystem der griechischen Vulgärsprache. — Leipzig: B. G. Teubner, 1879.
- Lieder vom goldenen Horn. — Leipzig: Verlag von A. G. Liebeskind, 1888.
- под редакцией: Westasiatische Studien. Redigiert von K. Foy, C. Brockelmann und B. Meissner. 1902.
- Azerbajğanische Studien mit einer Charakteristik des Südtürkischen. — 2011. — 140 с. — (LINCOM Orientalia, 32). — ISBN 9783862901166.

Некоторые статьи Фоя указаны в этом списке.